# Bộ Thanh (靑)
Bộ Thanh, bộ thứ 174 có nghĩa là "xanh" là 1 trong 9 bộ có 8 nét trong số 214 bộ thủ Khang Hy.
Trong Từ điển Khang Hy có 17 chữ (trong số hơn 40.000) được tìm thấy chứa bộ này.

## Tự hình Bộ Thanh (靑)

Kim văn
Đại triện
Tiểu triện

## Chữ thuộc Bộ Thanh (靑)
| Số nét bổ sung | Chữ                        |
| -------------- | -------------------------- |
| 0              | 靑/thanh/ 青/thanh/        |
| 4              | 靓/tịnh/ 靔/thiên/         |
| 5              | 靕/chánh/ 靖/tĩnh/         |
| 6              | 靗/sanh/ 靘/sảnh/ 静/tĩnh/ |
| 7              | 靚/tĩnh/                   |
| 8              | 靛/điện/ 靜/tĩnh/          |
| 10             | 靝/thiên/                  |